# Dauka
Dauka ist eine Ortslage im Norden der bergischen Großstadt Wuppertal.

## Lage und Beschreibung
Die Ortslage liegt im Süden des Wohnquartiers Dönberg im Stadtbezirk Uellendahl-Katernberg auf einer Höhe von 274 m ü. NHN an der Straße Am Langen Bruch südwestlich von Langenbruch. Unmittelbar nördlich von Dauke führt ein Stichweg zum Wohnplatz Langenbruch. Der Name Dauka ist als eigenständige Bezeichnung für diese Ortslage mehrheitlich nicht mehr im Bewusstsein der Bevölkerung vorhanden.
Weitere benachbarte Orte sind neben Dönberg die Höfe und Ortslagen Am Hartkopfshäuschen, Am Hasenkamp, Im Siepen, Goldene Kothen, Am Neuen Haus, Adamshäuschen, Neuenbaum, Katzenbruch, Halfmannsberg und das unmittelbar benachbarte In der Sonne.

## Geschichte
In der lokalen Mundart wurden der Ort auch als Öngerschte Hasenkamp (= unterste Hasenkamp) bezeichnet.
Im 19. Jahrhundert gehörte Dauka zu den Außenortschaften der Bauerschaft und der Kirchengemeinde Dönberg in der Bürgermeisterei Hardenberg, die 1935 in Neviges umbenannt wurde. Damit gehörte es von 1816 bis 1861 zum Kreis Elberfeld und ab 1861 zum alten Kreis Mettmann. 
Mit der Kommunalreform von 1929 wurde der südliche Teil Dönbergs von Neviges abgespalten und mit weiteren, außerhalb von Dönberg liegenden Nevigeser Ortschaften in die neu gegründete Stadt Wuppertal eingemeindet, so auch Dauka. Nördlich von Dauka verlief bis 1975 die Stadtgrenze zwischen Wuppertal und Neviges, südlich davon bis 1929 die von Neviges zu Elberfeld. Durch die nordrhein-westfälische Gebietsreform kam Neviges mit Beginn des Jahres 1975 zur Stadt Velbert und das erneut geteilte Dönberg wurde bis auf die nördlichen Außenortschaften, die bei Velbert verblieben, nun ebenfalls in Wuppertal eingemeindet. Dadurch verlor Dauka seine Grenzlage.